# Monika Murzyn-Kupisz
Monika Murzyn-Kupisz (ur. 1973) – polska ekonomistka i geograf, dr hab., profesor Uniwersytetu Jagiellońskiego, specjalistka z zakresu geografii społeczno-ekonomicznej i gospodarki przestrzennej.

## Życiorys
20 września 2005 obroniła pracę doktorską z zakresu ekonomii p.t. Rewitalizacja krakowskiego Kazimierza na tle przemian miast w Europie Środkowej po 1989 roku (promotor Jacek Purchla), a 2014 uzyskał stopień doktora habilitowanego nauk ekonomicznych na podstawie rozprawy Dziedzictwo kulturowe a rozwój lokalny. Od 1999 pracowała na Wydziale Ekonomii i Stosunków Międzynarodowych Uniwersytetu Ekonomicznego w Krakowie, na stanowisku adiunkta. Od 2018 pracuje na stanowisku profesora uczelni w Instytucie Geografii i Gospodarki Przestrzennej UJ. Był promotorką jednej rozprawy doktorskiej.
W 1997 była stypendystką Fundacji im. Stefana Batorego. Prowadzi badania w zakresie polityki kulturalnej, geografii i ekonomii kultury, a także rewitalizacji zdegradowanych obszarów śródmiejskich ze szczególnym uwzględnieniem Europy Środkowej. Zasiada w Radzie Dyscypliny Geografia Społeczno-Ekonomiczna i Gospodarka Przestrzenna UJ.

## Wybrane publikacje
- 2006: Kazimierz. Środkowoeuropejskie doświadczenie rewitalizacji
- 2012: Dziedzictwo kulturowe a rozwój lokalny
- 2016: Instytucje muzealne z perspektywy ekonomii kultury